# Decsi Tamás
Decsi Tamás (Kazincbarcika, 1982. október 15. –) olimpiai bronzérmes, világ- és Európa-bajnok magyar kardvívó.

## Sportpályafutása
Az 1997-es kadett világbajnokságon kilencedik lett. A junior Európa-bajnokságon 17. volt. A következő évben a kadett világbajnokságon bronzérmet nyert. A moszkvai Ifjúsági Világjátékokon ötödik helyezést ért el. A junior Európa-bajnokságon csapatban (Szelle Gábor, Lengyel Balázs, Móczár Benjamin) aranyérmet szerzett. Egyéniben 16. lett. Az 1999-es kadett világbajnokságon ötödikként végzett. A junior vb-n ezüstérmes volt. Csapatban (Szelle, Lengyel, Jolánkay Zsolt) a 8 között estek ki. A junior Eb-n egyéniben a 16-ig jutott, csapatban (Szelle, Lengyel, Jolánkay) bronzérmesek lettek. 2000-ben a junior vb-n csapatban (Szelle, Lengyel, Neuhold Sándor) ezüstérmes, egyéniben 30. volt. A felnőtt Európa-bajnokságon egyéniben 29., csapatban (Fodor Kende, Takács Péter, Lengyel Balázs) hatodik helyezést ért el. A junior Eb-n egyéniben arany-, csapatban (Sárközi, Neuhold) bronzérmet nyert.
2001-ben a junior vb-n egyéniben világbajnok, csapatban (Neuhold, Lontay Balázs, Kocsis Zsolt) ötödik volt. A junior Európa-bajnokságon egyéniben a 16-ig jutott, csapatban (Neuhold, Lontay, Kocsis) ezüstérmes lett. Az universiadén egyéniben a 64 között esett ki, csapatban (Nemcsik Zsolt, Fodor Kende) 11. helyen zárt. A 2002-es junior világbajnokságban egyéniben második, csapatban (Neuhold, Csikány Mihály, Bokor Gergő) harmadik helyezést szerzett. A felnőtt Európa-bajnokságon egyéniben 12., csapatban (Ferjancsik Domonkos, Nemcsik, Fodor Kende) bronzérmes volt. A 2003-as Európa-bajnokságon egyéniben 14., csapatban (Ferjancsik, Fodor K., Lengyel) 4. lett. Az universiadén egyéniben harmadik, csapatban ötödik volt. A 2004-es Európa-bajnokságon 36.-nak rangsorolták, csapatban (Fodor K., Lontay, Móczár) hetedik lett. 
A 2005-ös Európa-bajnokságon csapatban (Nemcsik, Kósa Miklós, Lengyel) negyedik helyen végzett. Az universiadén a 32 között kiesett. A világbajnokságon 12. lett. Csapatban (Nemcsik, Fodor, Lengyel) 10. volt. 2006-ban az Európa-bajnokságon egyéniben 22., csapatban (Nemcsik, Lontay, Lengyel) második helyen végzett. A világbajnokságon 13. helyezett volt. Csapatban (Nemcsik, Lontay, Lengyel) negyedik lett. A következő évben az Európa-bajnokságon egyéniben 25.-ként, csapatban (Nemcsik, Lontay, Lengyel) hatodikként zárt. Az universiadén egyéniben a negyeddöntőig jutott, csapatban (Lontay, Nagy Pál) negyedik lett. A világbajnokságon 38. helyezést ért el. Csapatban (Nemcsik, Lontay, Szilágyi Áron) világbajnok lett. A 2008-as Európa-bajnokságon nyolcadik, csapatban (Nemcsik, Szilágyi, Lontay) hetedik helyen végzett. Az olimpián 19., csapatban (Nemcsik, Szilágyi, Lontay) hetedik volt.
2009-ben az Európa-bajnokságon egyéniben 18., csapatban (Szilágyi, Lontay, Iliász Nikolász) negyedik lett. A világbajnokságon egyéniben és csapatban (Szilágyi, Lontay, Iliász) is bronzérmet szerzett. A következő évben az Eb-n 26., csapatban (Szilágyi, Lontay, Iliász) 6. volt. A világbajnokságon a 64 között kiesett és 33. lett. csapatban (Szilágyi, Nemcsik, Iliász) 10. helyen végeztek. A 2011-es Európa-bajnokságon 26. helyezést ért el. Csapatban (Szilágyi, Lontay, Nemcsik) hatodik lett. A világbajnokságon egyéniben 48., csapatban (Szilágyi, Lontay, Nemcsik) hatodik helyezést szerzett. A 2012-es Európa-bajnokságon 27., csapatban (Szilágyi, Lontay, Gáll Csaba) nyolcadik volt. 
2014-ben az Európa-bajnokságon sérülés miatt visszalépett, így 31. lett. Csapatban (Szilágyi, Gémesi Csanád, Szatmári András) hatodik helyezést ért el. A világbajnokságon 28.-ként zárt, csapatban (Szilágyi, Gémesi, Szatmári) bronzérmes lett. A következő évben az Európa-bajnokságon 23., csapatban (Szilágyi, Gémesi, Szatmári) bronzérmes volt. A világbajnokságon 44. lett. Csapatban (Szilágyi, Gémesi, Szatmári) hetedik helyen végzett. 2016-ban a csapatvilágbajnokságon (Szilágyi, Szatmári, Iliász) második lett. A 2016-os Európa-bajnokságon egyéniben 47., csapatban negyedik volt. A riói olimpián a 32 között kiesett.
A 2017-es Európa-bajnokságon a legjobb nyolcig jutott. Csapatban (Szilágyi, Szatmári, Gémesi) bronzérmes lett. A 2017-es lipcsei világbajnokságon egyéniben a 32 között esett ki, csapatban (Szilágyi, Szatmári, Gémesi) második lett. 2018-ban az újvidéki Európa-bajnokságon csapatban (Szilágyi, Szatmári, Gémesi) aranyérmet nyert, egyéniben a 32-ig jutott. A világbajnokságon a főtábla első körében kikapott, csapatban (Szilágyi, Szatmári, Gémesi) bronzérmet szerzett. 2019-ben az Európa-bajnokságon a 16 között búcsúzott. Csapatban (Szilágyi, Szatmári, Gémesi) a dobogó második fokára állhatott. budapesti világbajnokságon egyéniben a főtábla első fordulójában kiesett. A kardcsapat tagjaként (Szilágyi, Szatmári, Gémesi) ezüstérmet szerzett. A 2021-ben megrendezett tokiói olimpián kard egyéniben a legjobb 16 közé jutásért rendezett asszója során kikapott a németek Európa-bajnokától, Max Hartungtól. A csapatversenyben (Szilágyi, Szatmári, Gémesi) bronzérmet szerzett.
2022-ben az Európa-bajnokságon a 32 között kiesett. Csapatban (Szilágyi, Szatmári, Gémesi) aranyérmes lett. A 2023-as Európa-bajnokságon a 22. helyen végzett. A 2023-as milónói világbajnokságon a Szilágyi, Decsi, Szatmári, Gémesi összeállítású kard csapat 2007 után nyert újból világbajnoki címet.

## Díjai, elismerései
- Az év magyar junior vívója (2002)
- Az év magyar sportcsapatának tagja (2007)
- Az év magyar vívója (2009)
- A Nemzetközi Vívó Szövetség (FIE) fair play díja (2019)[18]
- Magyar Arany Érdemkereszt (2021)[19]